# Tønder-Tinglev-banen
Tønder-Tinglev er en 26,7 km lang jernbanestrækning mellem Tønder og Tinglev i Sønderjylland. Sammen med Sønderborgbanen (Tinglev-Sønderborg) udgjorde den Den sønderjyske tværbane.

## Historie
Banen var planlagt som tværbane til den sønderjyske længdebane Vamdrup-Flensborg allerede før krigen i 1864. Banen blev færdiggjort under det preussiske herredømme og åbnet i 1867.
Trafikken har stort set kun været af lokal betydning, men der har været gennemgående tog mellem Sønderborg og Tønder. Fra 1948 til 1965 kørte lyntoget Sønderjyden, som blev delt i Tinglev, så der kørte gennemgående vogne København-Tønder og retur.
Persontrafikken blev nedlagt i 1971, hvorefter der kun kørtes gods til 2002. Derefter har strækningen været spærret for trafik pga. sporets tilstand som følge af manglende vedligeholdelse. Genoptagelse af godstrafikken blev i 2009 vurderet til at koste 225 mill. DKK, især til total udskiftning af skinnerne, der er helt fra den tyske tid.
Styregruppen STTS, der består af virksomhedsrepræsentanter og konsulenter, blev stiftet i juni 2011 og har som mål at få genoptaget godstrafik Tønder-Tinglev og persontrafik Tønder-Sønderborg.

## Strækningsdata
- Åbnet: 26. juni 1867
- Længde: 26,7 km
- Enkeltsporet
- Sporvidde: 1.435 mm
- Skinnevægt: 41 kg/m (1972)
- Maks. hastighed: 75 km/t (1971)
- Maks. akseltryk: 20 t
- Nedlagt: persontrafik 1971, godstrafik 2002

## Standsningssteder
- Tønder H (Tdr) i km 0 – forbindelse med Ribe-Tønder-Niebüll og Tønder-Højerbanen.
- Tønder Øst station (Trn).
- Rørkær billetsalgssted (Rrk) i km 4, nedsat til trinbræt i 1957, nedlagt i 1963.
- Jejsing station (Js) i km 7, nedsat til trinbræt med sidespor i 1969.
- Bylderup-Bov station (Bü) i km 15.
- Terkelsbøl billetsalgssted (Tk) i km 22, nedlagt som trinbræt.
- Tinglev station i km 26,7 – forbindelse med Sønderborgbanen og Vamdrup-Padborg banen.

Alle stationer blev i forbindelse med indstilling af persontrafikken nedsat til sidespor. Stations- og billetsalgsbygningerne er revet ned, den eneste rest af dem er retiradebygningen i Bylderup-Bov.

## Strækninger hvor banetracéet er bevaret
Skinnerne ligger der endnu, og man kan gå på 16 km af dem. I Tønder by og øst for Bylderup er de meget tilgroede.
- Fra Carstensgade ind mod Tønder Station
- Bro over Vidå øst for Tønder
- Østre Omfartsvej ved Tønder
- Stationsterrænet i Jejsing
- Bylderup-Bov Bygade
- Langs Duborgvej vest for Terkelsbøl
- Terkelsbøl Bygade
- Tønderbanen tv. set fra Hovedgaden i Tinglev